# 公営住宅 (シンガポール)

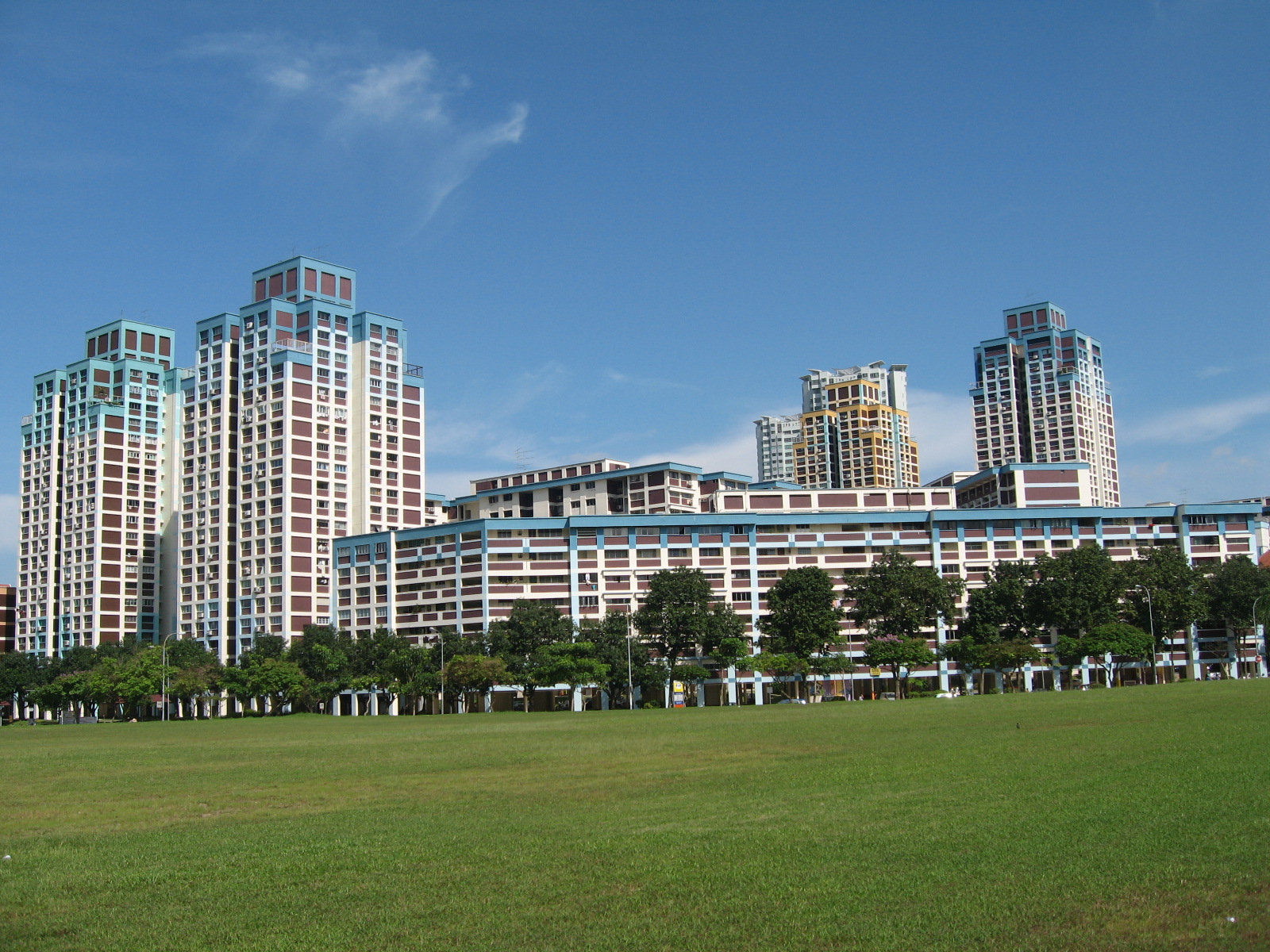
碧山での住宅開発庁

シンガポールの公営住宅（シンガポールのこうえいじゅうたく、Public housing in Singapore）は、シンガポール政府によって補助され、建設され、管理される公営住宅。

## 解説
1930年代に始まり、国の最初の公営住宅は、シンガポール改善信託（SIT）によって建設された。これは、当時のイギリスの公営住宅プロジェクトと同様の方式で行われ、1950年代後半には野宿者のための住宅が建設された。1960年代にSITの後継機関である住宅開発庁（HDB）が発足して以降、基本的な設備を備えた小規模なユニットで構成される公営住宅が、高密度でかつ迅速かつ低コストで建設され、再配置計画に使用された。1960年代後半から、住宅プログラムは品質に重点を置き、新しい町に公営住宅が建設され、住民が自分のフラットをリースできる制度が導入された。1970年代と1980年代には、中流階級向けにより多くの公営住宅オプションが提供され、住宅地域内でのコミュニティの結束を高める努力がなされた。1990年代以降、政府は公営住宅を資産として位置づけ、大規模なアップグレード計画を導入し、公営住宅の転売に関する規制を緩和する一方で、中流階級や高齢者向けの追加の住宅プログラムが導入された。住宅価格の上昇により、2000年代以降、公営住宅は投資と見なされ、新しい技術やエコフレンドリーな機能が住宅地域に組み込まれた。

2020年に、78.7%のシンガポール市民が公営住宅に住んでいる。

## 社会的影響

### 他の政策の関係
HDB を通じて、シンガポール政府は特定の立法課題を推進するために住宅を利用した。 1991年までは、家族重視の姿勢なので、独身者は公営住宅を購入できなかった。 現在、単身者も購入できるようになったにもかかわらず、3 人以上の子供がいる世帯は依然として税基金を受け、公共住宅の優先割り当てを受けられる。 

### 経済的な影響
所得格差の縮小と貧困の減少は、利点と見なされる。 これにより、国家はテクノロジーや金融などの他の産業に注力できるようになり、世界経済での競争力を維持できるようになる。